# جشن جوانان سکولار
جشن جوانان سکولار یا تأیید مدنی، جشنی است که در بین سازمان‌های سکولار به منظور مراسمی برای بلوغ جوانان سکولار و بی‌دین برگزار می‌شود. هدف این جشن‌ها آماده‌سازی نوجوانان برای زندگی درمیان بزرگسالان است. برگزاری و شرکت در جشن‌های جوانان سکولار از قرن نوزدهم آغاز شد؛ یعنی زمانی که جامعه بی‌دین‌ها، می‌خواستند جشنی برای آیینِ‌ گذار (رسیدن به سن بلوغ) برای افراد بی‌دین برگزار شود که مراسمی مانند مراسم سن بلوغ در میان یهودیان (بر میتصوا و بت میتصوا) و مسیحیان (کوون سنیرا) یا مسلمانان شیعه (جشن تکلیف) باشد.
امروزه جشن سکولار در چندین کشور اروپایی برگزار‌ می‌شود.

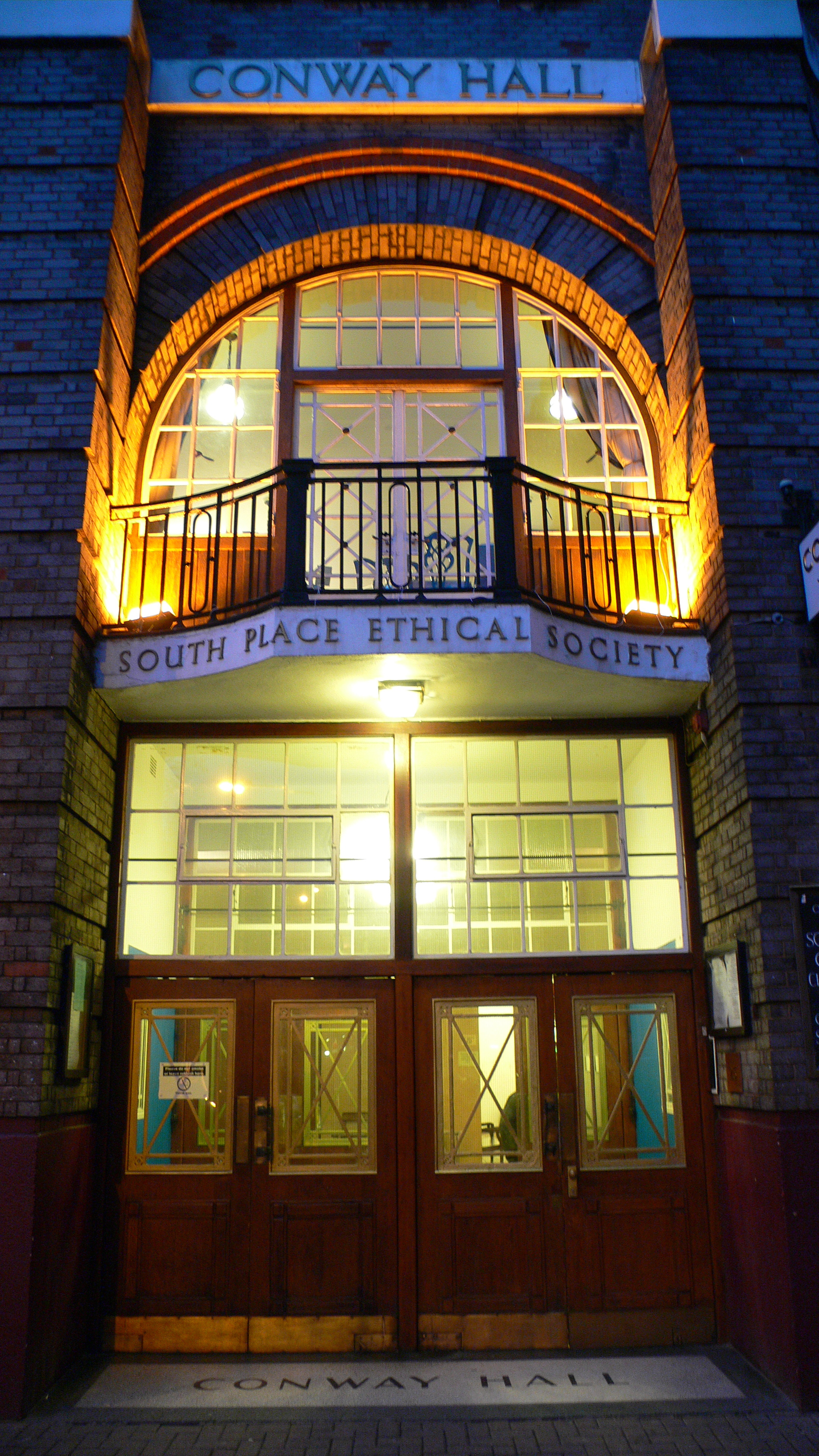
کانوی هال، کهن‌ترین سازمان سکولار در جهان (تأسیس شده در سال ۱۷۹۳ میلادی.)

## آلمان

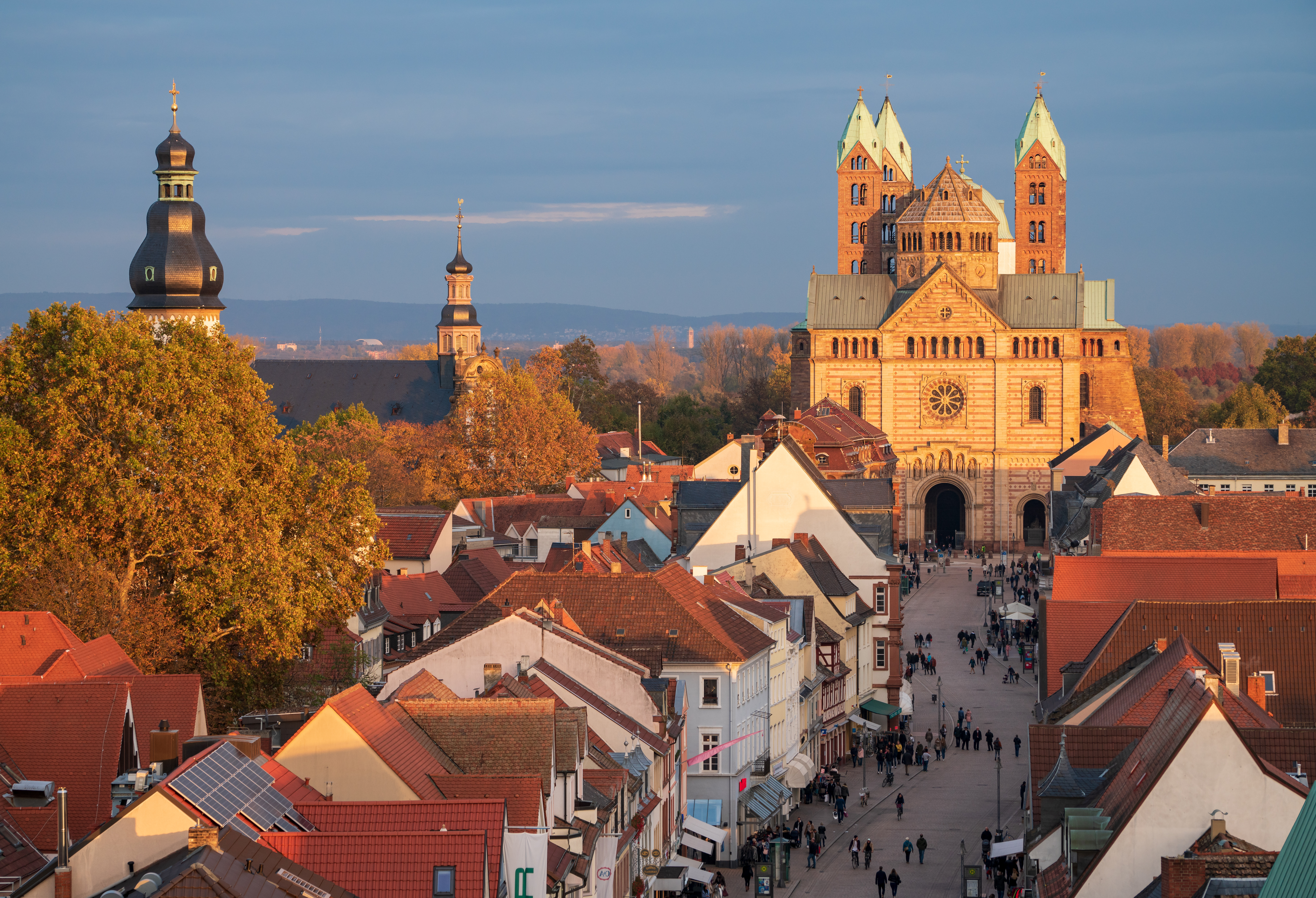
جشن جوانان سکولار نخستین بار در آلمان

جشن جوانان سکولار، نخستین بار در کشور آلمان در سدهٔ نوزدهم میلادی با نام «مراسم جوانان» برگزار شد. مقدمات این جشن را سازمان‌های مستقل اندیشه آزاد تا سال ۱۹۵۴ ترتیب می‌دادند، زمانی که حزب کمونیستی آلمان شرقی آن را به شکل قدیمی خود ممنوع کرد و برای تقویت ایدئولوژی کمونیسم، آن را با ایدئولوژی خود ترکیب کرد. در جمهوری دموکراتیک آلمان (آلمان شرقی)، «مراسم جوانان» با حمایت دولت، برای نوجوانان محبوب‌ترین شکل جشن در نوع خودش شد و جایگزین جشن مسیحیان شد.
پس از اتحاد دوباره آلمان، مراسم جوانان از سلطه کمونیسم خارج شد و مستقل گردید  و تبدیل به یک سنت شد . در حال حاضر بین شصت تا هفتاد درصد از جوانان در ایالت‌های شرقی آلمان، همچنان در آن شرکت‌ می‌کنند. سن شرکت در مراسم جوانان، ۱۴–۱۳ سال است.
پیش از آغاز این مراسم، جوانان در یک دوره شرکت می‌کنند که در آن، موضوعاتی مانند تاریخ و چند فرهنگی، فرهنگ و خلاقیت، حقوق و وظایف مدنی، طبیعت و فناوری، حرفه‌ها، شغل و همچنین سبک‌های زندگی و روابط انسانی مطرح می‌شود. امروزه گروه‌های گوناگونی این مراسم را سازمان‌دهی می‌کنند که مهم‌ترین آن‌ها، «جوانان سکولار آلمان» است. گروه‌هایی مانند انجمن انسان‌گرای آلمان، انجمن اندیشه آزاد و انجمن رفاه کارگران.

## نروژ
انجمن انسان‌گرای نروژی، از سال ۱۹۵۱ جشن‌‌های جوانان سکولار را در نروژ برگزارکرد. محبوبیت این جشن‌ها در طی ۱۰سال گذشته به سرعت رشد کرده‌است. در سال ۲۰۰۶ بیش از ۱۰٬۵۰۰ جوان، که به تقریب ۱۷٪ از جامعه جوانان را تشکیل می‌دادند، بورگرلیگ (به زبان نروژی: جشن جوانان سکولار) را انتخاب‌کردند. در نروژ، این جشن را  در ۱۵سالگی فرد برگزارمی گردد. نروژی‌های مقیم خارج از کشور نیز می‌توانند این جشن را بصورت دوره مکاتبه‌‌ای، از راه ایمیل شرکت‌کنند.
انجمن اومانیست برای بوندت از سال ۲۰۰۶، جایگزینی برای جشن انجمن انسان‌گرای نروژی ترتیب داده‌است. این یک جشن جوانان سکولار و مبتنی بر دانشگاهیان است. این جشن معمولاً شامل چندین سخنرانی ازطرف سازمان‌های معتبر، مشهور و ذی‌ صلاح مختلف است، مانند صلیب سرخ، یونیسف و سازمان حمایت از حیوانات نروژی. افرادی مانند توماس هالند اریکسن نیز سخنرانی‌هایی در این جشن داشته‌اند.

## فنلاند

### اردوگاه پرومتئوس
در فنلاند دانش‌آموزان یک دبیرستان غیرمذهبی، اردویی را برای یک جشن جوانان سکولار (به‌عنوان جایگزین جشن مسیحیان)، برنامه‌ریزی کردند و سپس با کمک معلمان فلسفه، اولین پرومتئوس-لیری ("اردوگاه پرومتئوس"، اصطلاح فنلاندی جشن جوانان سکولار) در سال ۱۹۸۹ در فنلاند برگزارشد. سال بعد از آن،《انجمن اردوگاه‌های پرومتئوس》برای سازماندهی این اردوهای تابستانی یک هفته‌ای، تأسیس شد. ایدئولوژی این انجمن مبتنی بر ایدئولوژی جهانی انسان‌گرایی است، اما از نظر سیاسی و مذهبی بی‌طرف است. یکی از اصول اصلی این انجمن، احترام به سبک زندگی مردم دیگر است.

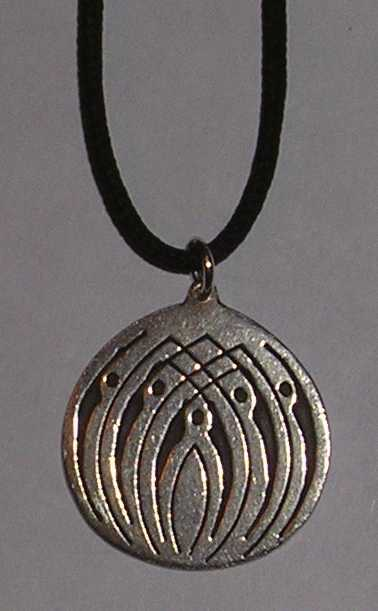
مدالیون پرومتئوس

این اردوگاه در درجه اول برای جوانانی که عضو هیچ‌یک از فرقه‌های مذهبی نیستند برگزار می‌شود، اما تقریباً ۲۰٪ از شرکت کنندگان سالانه اردوگاه پرومتئوس، اعضای برخی از جامعه مذهبی (معمولاً کلیسای انجیلی لوتران فنلاند) هستند، که در جشن مسیحیان نیز شرکت می‌کنند. سن معمول شرکت‌کنندگان در اردوگاه پرومتئوس ۱۵ سال است، اما «اردوگاه‌های سالمندان» برای جوانان بالای ۱۵ سال نیز وجود دارد. در سال‌های اخیر تعداد شرکت‌کنندگان این اردوگاه‌ها، سالانه حدود ۱۰۰۰ نفر بوده‌است که تقریباً ۵/۱٪ از این گروه سنی است.
موضوعات و مباحث مختلفی در اردوگاه‌های پرومتئوس وجود دارد، از جمله تفاوت‌های انسان‌ها، تعصبات و تبعیض، مواد مخدر، الکل و اعتیاد به دارو، جامعه و ایجاد تغییر در آن، آینده، دیدگاه‌های جهانی، ایدئولوژی‌ها و ادیان، روابط شخصی، تمایلات جنسی انسان و محیط زیست، بحث‌های آزاد، کار گروهی، نمایش‌های کوچک یا بازی‌هایی درمورد این مباحث شکل می‌گیرد. هر اردو را تیمی متشکل از هفت عضو سازمان یافته هدایت می‌کنند:《 
دو بزرگسال و پنج جوان.》
در پایان اردو، یک جشن پرومتئوس وجود دارد که در آن، شرکت‌کنندگان شرحی مختصر دربارهٔ هفته‌شان برای دوستان و خانواده خود ارائه می‌دهند. آن‌ها همچنین یک مدرک دیپلمات پرومتئوس، یک مدالیون پرومتئوس نقره‌ای رنگ و یک تاج برگ که رهبران اردوگاه آن را درست کرده‌اند، دریافت می‌کنند. اردوهایی در راستای این اردوها، در پاییز برگزار می‌شود. سالانه یک اردوگاه پرومتئوس با زبان انگلیسی، دو اردو با زبان سوئدی و نزدیک به ۶۵ اردو با زبان فنلاندی برگزار‌می‌شود.

## ایسلند
در ایسلند انجمن انسان‌گرای سیدمنت، جشن‌های جوانان سکولار را به‌ عنوان جایگزینی برای جشن مسیحیان، برای کودکان ۱۳ساله برگزار می‌کند. اصطلاح ایسلندی این جشن‌ها، بورگارالگ است. جشن‌های جوانان سکولار در سال ۱۹۸۹ در این کشور آغاز شد. قبل از شرکت جوانان در این دوره‌ها، آن‌ها یک دوره آماده‌سازی در مورد مباحث مختلفی را می‌گذرانند، مانند اخلاقیات، روابط شخصی، حقوق بشر، برابری، تفکر انتقادی، روابط جنسی، جلوگیری از سو مصرف مواد، بدبینی، حفاظت از محیط زیست، کنار آمدن با والدین، نوجوان بودن در جامعه مصرف‌کننده و معنای بزرگ بودن و مسئولیت پذیری نسبت به دیدگاه‌ها و رفتارهای خود . دوره اصلی (که شامل آموزش و بحث عمیق‌تر و کاملتر درمورد موضوعات بالاست)، شامل ۱۱ جلسه هفتگی و گروهی است که هر جلسه ۸۰ دقیقه طول می‌کشد. جوانان ساکن خارج از ریکیاویک (پایتخت ایسلند)، نیز می‌توانند دوره‌های خود را در حالت فشرده و در دو آخر هفته شرکت‌کنند. استادان این دوره معمولاً فیلسوف هستند.
در پایان این دوره، یک جشن فارغ‌التحصیلی رسمی  وجود دارد که در آن، شرکت‌کنندگان دیپلم دریافت می‌کنند و برخی از آن‌ها نیز، موسیقی می‌نوازند، شعرسرایی و سخنرانی می‌کنند؛ افراد برجسته ایسلند نیز در این جشن سخنرانی‌هایی می‌کنند. هر ساله تعداد رو به افزایشی از جوانان این دوره را می‌گذرانند. در سال ۲۰۲۰، ۵۷۷ نفر این دوره را در ایسلند گذراندند، که ۱۳٪ از کل گروه سنی جوانان را تشکیل‌می‌دهد.

## سوئد
انجمن انسان‌گرایان سوئد، نخستین جشن‌های جوانان سکولار را در دهه ۹۰ و در سوئد، به شکل حلقه مطالعه برگزار کرد، اما به‌زودی با یک اردوی یک هفته‌ای جایگزین شد که در آن، موضوعات مختلف از راه بحث، کار گروهی، بازی و سایر فعالیت‌ها، آموزش داده شده و بررسی می‌شوند. در سال‌های اخیر(۲۰۰۰ به بعد)،  به تقریب ۱۰۰ نفر از جوانان در سال، در این اردوها شرکت‌می‌کنند.
موضوعات این اردوگاه مربوط به وضعیت زندگی انسان‌هاست. مانند: حقوق بشر، برابری طلبی، نژادپرستی، نقش جنسی، عشق، جنسیت و سبک زندگی، اما موضوعات مورد بحث به انتخاب خود جوانان شرکت‌کننده بستگی‌دارد.
در پایان اردوگاه، جشنی برگزار می‌شود که در آن شرکت‌کنندگان آنچه را که در طول هفته یادگرفته و انجام داده‌اند، از راه‌هایی مانند نمایشنامه‌ها و ترانه‌ها، به خانواده‌ها و اقوام خود نشان می‌دهند. برگزارکنندگان اردو، خود جوانان و سخنرانان دعوت شده نیز، در این جشن سخنرانی‌هایی می‌کنند.

## اسکاندیناوی و دانمارک
انجمن مخالف جشن مسیحیان اولین جشن جوانان سکولار در کشورهای اسکاندیناوی را، در سال ۱۹۱۵ در کپنهاگ دانمارک برگزار کرد. در سال ۱۹۲۴ این سازمان نام خود را به انجمن جشن جوانان سکولار تغییرداد.
جشن جوانان سکولار که به‌ عنوان مراسمی مرکزی و سازمان یافته شناخته شده بود، در دهه ۷۰ محبوبیتش کاهش یافت اما درعوض، با برگزاری جشن‌های خصوصی و سکولار، امروزه در خانواده‌های خداناباور محبوبیت رو به افزایشی دارد. این خانواده‌ها همچنین به عنوان «بدون تأیید و ارتباط با مسیحیان» شناخته می‌شدند، اما اکنون با مسیحیان نیز ارتباط دارند و به ندرت ارتباطی با آن‌ها ندارند.

## چکسلواکی
در دوران کمونیسم، در ۱۵سالگی و در مراسمی سکولار و جمعی، به جوانان شناسنامه می‌دادند. در ۱۹سالگی، پسرانی که در این مراسم شرکت کرده بودند، موظف به انجام خدمت سربازی می‌شدند.

## ایالات متحده و کانادا
در ایالات متحده، ساختمان‌های جنبش اخلاقی، جشن جوانان سکولار را برای شرکت‌کنندگان ۱۴ساله برگزار می‌کنند که در این مراسم، شخص نوجوان و یکی از والدینش پس از یک سال انجام فعالیت‌های اجتماعی و شرکت در کارگاه‌های آموزشی پیرامون موضوعات مختلف در بزرگسالی، قبل از شروع سخنرانی توسط سخنرانان، دربارهٔ رشد و پیشرفت خود در طول سال صحبت می‌کنند. سازمان‌های اتحادیه وحدت جهانی و شورای وحدت کانادا نیز، مراسم و جشن‌های مشابهی را در کانادا برگزار می‌نمایند.